# Vérac
Vérac település Franciaországban, Gironde megyében. Lakosainak száma 907 fő (2022. január 1.). Vérac Galgon, La Lande-de-Fronsac, Mouillac, Périssac, Saint-Genès-de-Fronsac, Val de Virvée, Tarnès és Villegouge községekkel határos.

## Népesség
A település népessége az elmúlt években az alábbi módon változott:
| Lakosok száma | 550  | 581  | 656  | 776  | 904  | 919  | 923  | 946  | 954  | 907  |
|               | 1968 | 1982 | 1990 | 2006 | 2013 | 2015 | 2017 | 2019 | 2020 | 2022 |